# Lamothe-Montravel
Lamothe-Montravel is een gemeente in het Franse departement Dordogne (regio Nouvelle-Aquitaine). De plaats maakt deel uit van het arrondissement Bergerac. Lamothe-Montravel telde op 1 januari 2022 1.430 inwoners.

## Geografie
De oppervlakte van Lamothe-Montravel bedraagt 11,63 km², de bevolkingsdichtheid is 118 inwoners per km² (per 1 januari 2019).
De onderstaande kaart toont de ligging van Lamothe-Montravel met de belangrijkste infrastructuur en aangrenzende gemeenten.

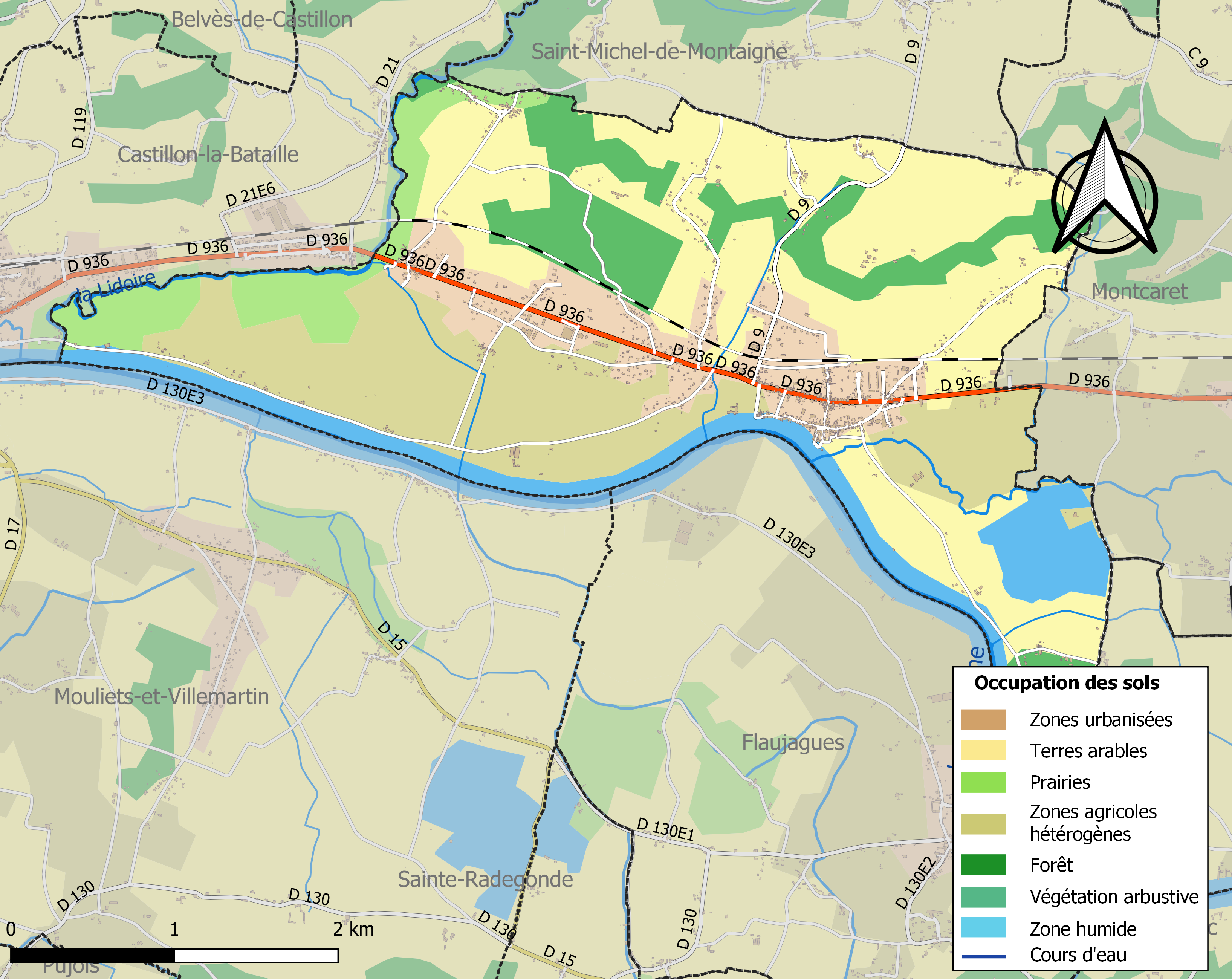

## Verkeer
In de gemeente ligt de spoorweghalte Lamothe-Montravel.

## Demografie
Onderstaande figuur toont het verloop van het inwonertal (bron: INSEE-tellingen).